# Brasilochondria
Brasilochondria is een geslacht van eenoogkreeftjes uit de familie van de Chondracanthidae. De wetenschappelijke naam is voor het eerst geldig gepubliceerd in 2004 door Thatcher & Pereira Júnior.

## Soorten
- Brasilochondria riograndensis Thatcher & Pereira Júnior, 2004